# Nada puede cambiarme
«Nada puede cambiarme» es el segundo sencillo lanzado el octavo álbum de Paulina Rubio, Ananda, lanzada en 2007. La canción fue compuesta por Fernando Montesinos y producida por Áureo Baqueiro.

## Versiones oficiales
1. «Nada Puede Cambiarme» (Álbum Versión)
2. «Nada Puede Cambiarme» (Caribbean Nights Club Edit)
3. «Nada Puede Cambiarme» (Caribbean Nights Extended Club Mix)
4. «Nada Puede Cambiarme» (Pasito Duranguense)
5. «Nada Puede Cambiarme» (Acoustic Version)
6. «Nada Puede Cambiarme» (Ft. Franco "El Gorilla" - Reggaeton Remix)

## Video musical
El vídeoclip de «Nada Puede Cambiarme» ocurrió en la ciudad de Los Ángeles, California en los foros Mack Sennett el 9 de enero. Las grabaciones iniciaron a las 7:00 de la mañana (UTC -8) y finalizaron a las 1:00 de la mañana (UTC -8) del día 10, un total de 16 horas. Fue producido por Anke Thommen y dirigido por el mexicano Dago González y cuenta con la participación de Slash.

## Posicionamiento en listas
| Listas (2007)           | Mejor posición |
| ----------------------- | -------------- |
| México (Los 40)         | 16             |
| Paraguay (Radio Latina) | 3              |